# Туризм в Азербайджані
Туризм в Азербайджані — це одна з галузей економіки, яка стрімко розвивається в останні роки. Порівняно невелика по території «країна вогнів», розташована на стику Європи та Азії, що робить її дуже привабливим для розвитку туристичного бізнесу. З 11 існуючих кліматичних зон нашої планети, 9 представлені на території Азербайджана, починаючи від субтропіків і закінчуючи високогірними альпійськими лугами.
Разом з тим, попри велику діаспору азербайджанців у Росії, туризм з Росії в Азербайджан практично дорівнює нулю, виключаючи поїздки російських азербайджанців на історичну Батьківщину.

## Статистика

### Туристи

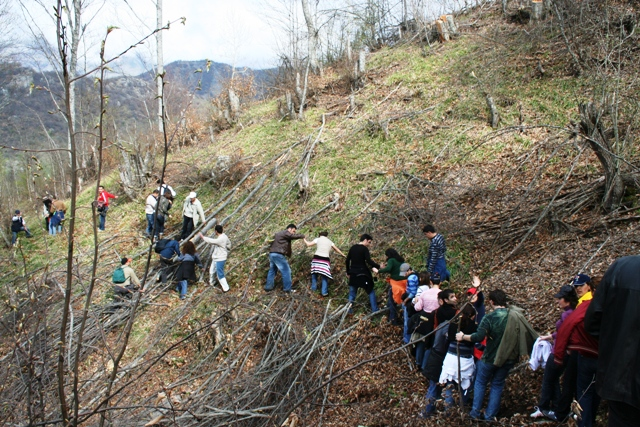
Туристичні екскурсії по гірських перевалів

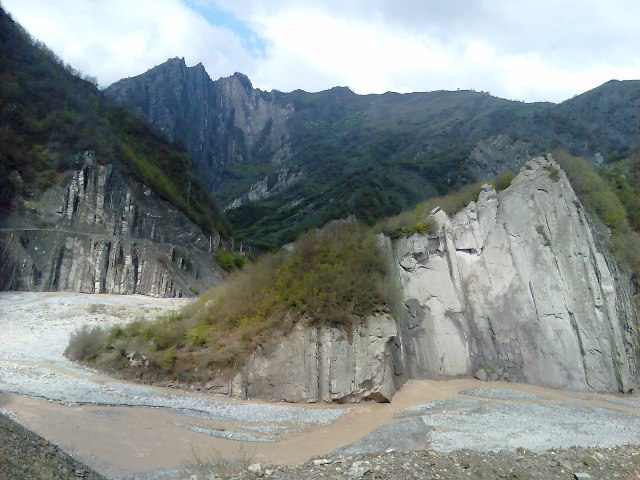
Гірська річка в Ісмаїллінськом районі Азербайджану

У 2008 році кількість туристів, що відвідали Азербайджан склало понад 1 млн. 400 тис. осіб (в основному туристи з Європи, Азії, Північної Америки).

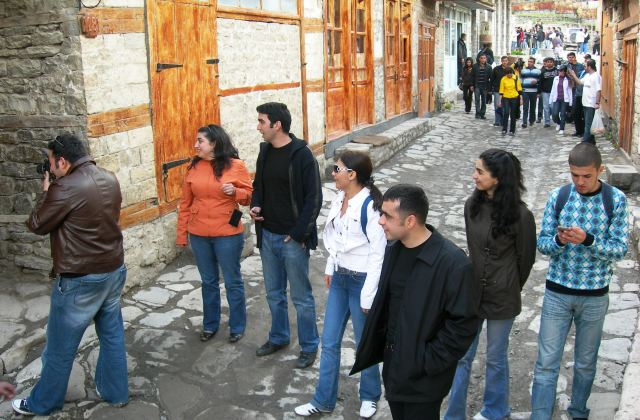
Туристи в Азербайджані

| № | Рік              | Кількість туристів |
| - | ---------------- | ------------------ |
| 1 | 2011 (6 місяців) | 1.000.016          |
| 2 | 2010             | 1.850.000          |
| 3 | 2009 (9 місяців) | 1.000.988          |
| 4 | 2008             | 1.400.000          |
| 5 | 2007             | 1.100.000          |
| 6 | 2006             | 900.000            |

### Турфірми і готелі
В Азербайджані в цей час функціонують 230 туристичних компаній, 370 готелів і об'єктів готельного типу.

## Візова підтримка
Для громадян СНД (крім Туркменістана і Вірменії - громадянам Вірменії і громадянам інших держав, які мають вірменське походження буде відмовлено у в'їзді в Азербайджан) візи для в'їзду в Азербайджан не потрібно. Для громадян інших країн віза видається на підставі запрошення від приватного або юридичної особи або туристичного агентства. З 1 січня 2003 року для оформлення туристичної візи справляється державне мито в розмірі 20 доларів США.

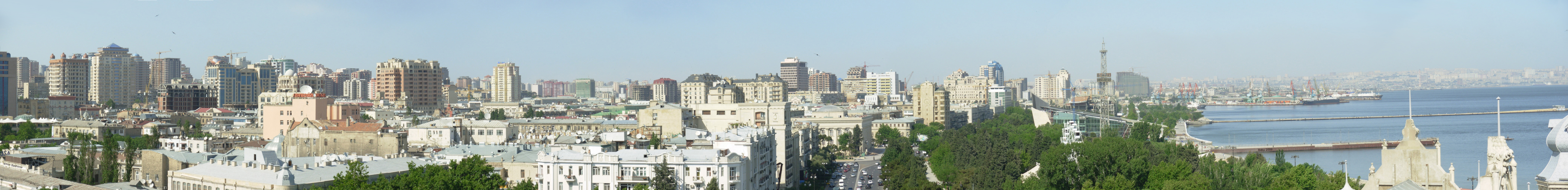
Панорама Баку

## Митні правила
Іноземна валюта повинна бути декларована після прибуття в Азербайджан. Дозволено безмитне ввезення речей, які призначені для особистого користування, а також до 600 грам чорної ікри, до 3 літрів спиртних напоїв, до 3 блоків сигарет і ліків, для особистого використання в міру необхідності. З країни дозволяється вивозити свої особисті речі, декларовані при в'їзді гроші, цінні папери, коштовності, вироби ручної роботи і товари, куплені в країні.
Вивіз антикваріату можливий тільки при наявності дозволу відповідних державних органів. Заборонено транзит зброї і боєприпасів (за винятком мисливської рушниці при наявності відповідного дозволу), наркотичних речовин і навіть літератури та відеоматеріалів, що ображають моральність і державний лад країни.

## Популярні місця відпочинку

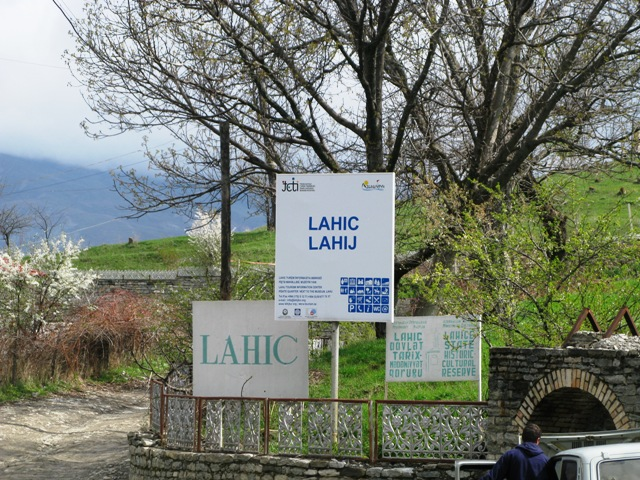
Село Лагіч, одна з найулюбленіших місць відвідування туристів

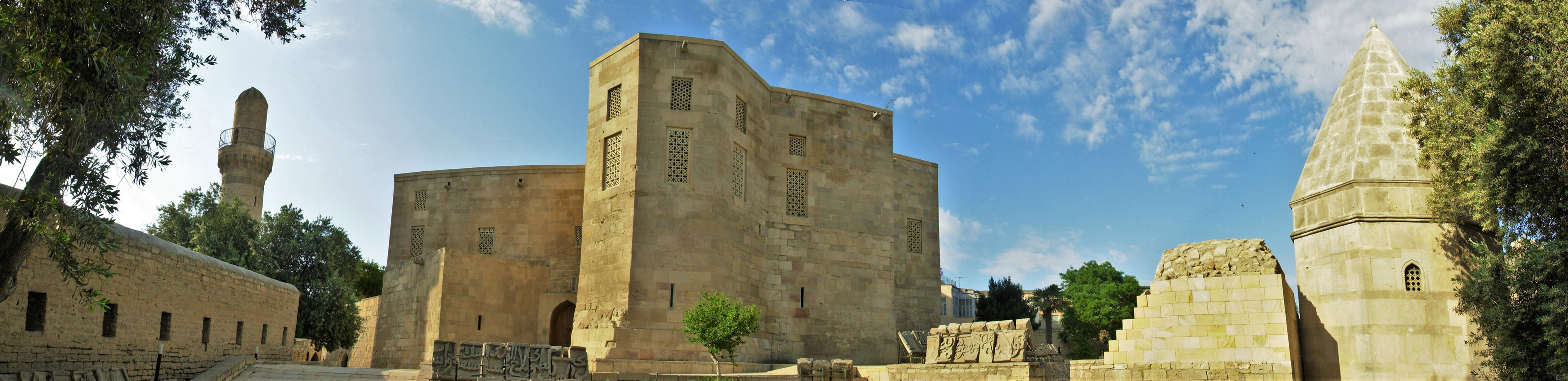
Панорама Палацу Ширваншахів

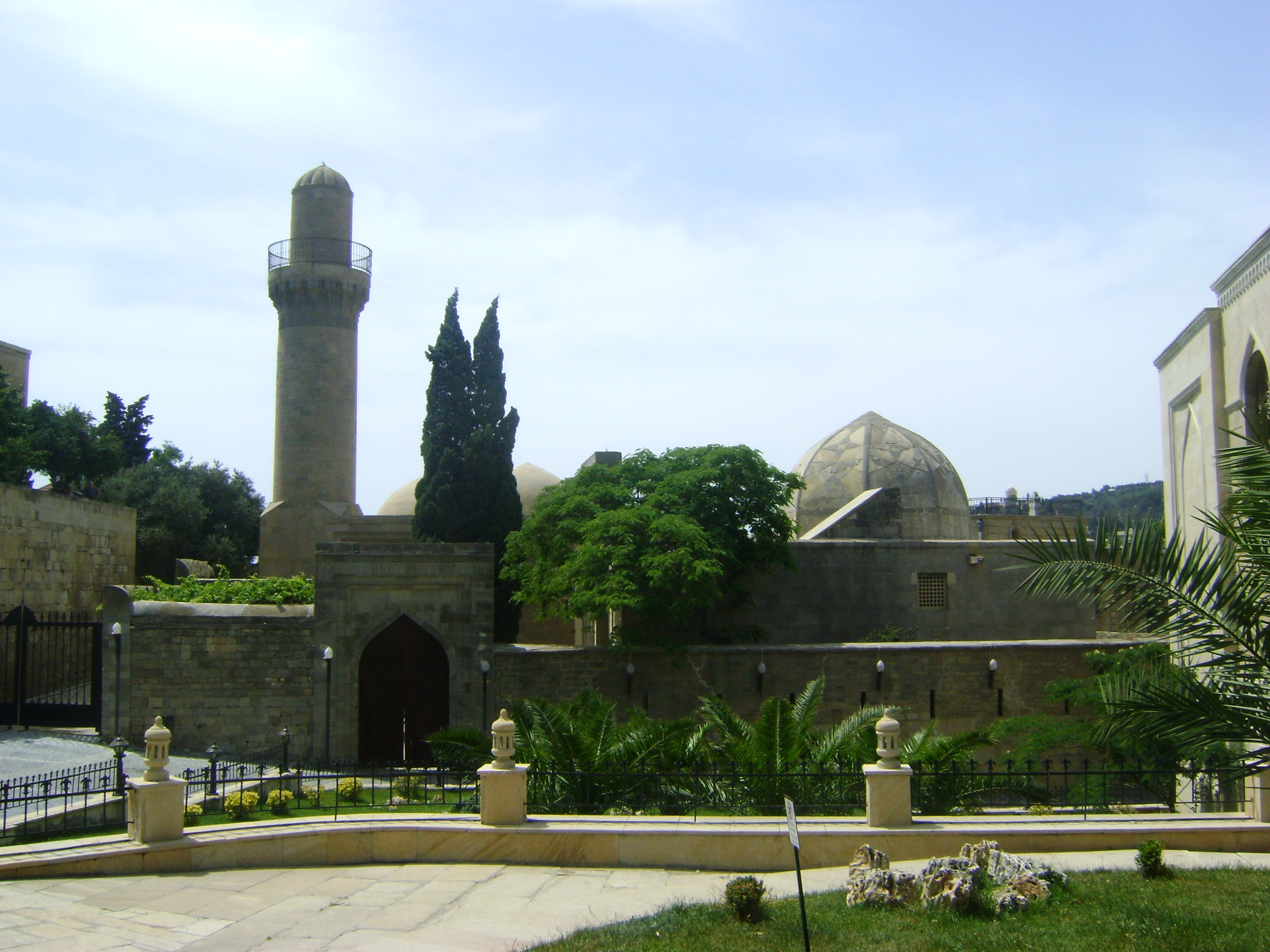
Палацова мечеть у Баку

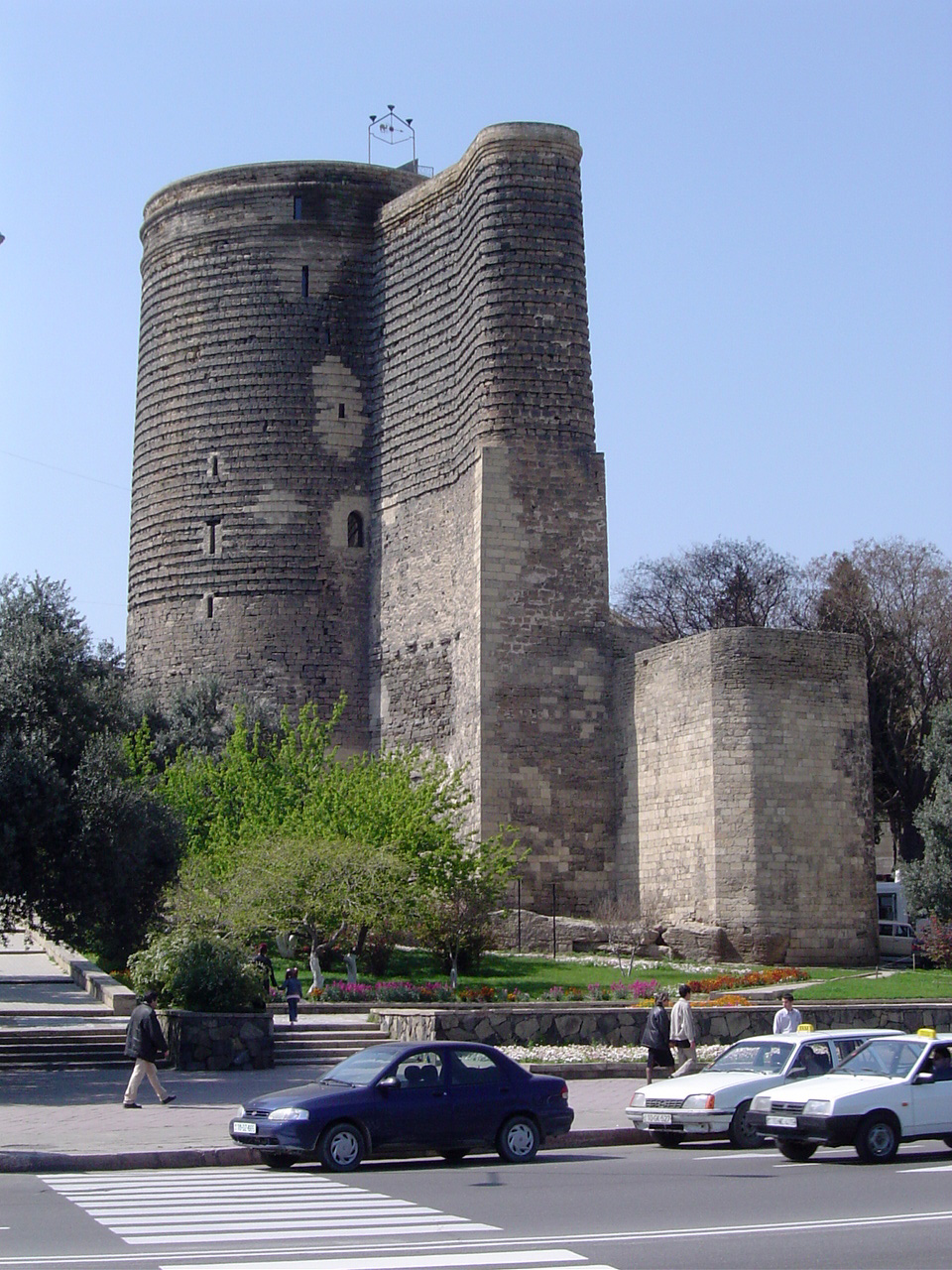
Символ Баку — Дівоча Вежа

| - Баку - Астара - Ахсу - Атешгях - Бабек - Габала - Геокчай - Гейгель - Гобустан - Гянджа |  | - Джульфа - Шабран - Закатали - Ісмаїлли - Казах - Кахи - Кедабек - Куба - Кусарі - Лагіч |  | - Лерік - Ленкорань - Масалли - Мінгечаур - Набрань - Нафталан - Нахічеван - Огуз - Саатли - Сіазань |  | - Хачмас - Худат - Хизи - Хиналиг - Шамкір - Шахбуз - Шекі - Шемаха - Ширван - Шуша |

## Визначні пам'ятки
- Агдамского мечеть
- Азоська печера
- Атешгях
- Баня Гаджи Гаїб
- Верхня мечеть Говхар-аги
- Гелярсан-Герарсан
- Гробниця Юсиф ібн Кусейра
- Палац Мухтарова
- Палац Ширваншахів
- Палацова мечеть у Баку
- Дівоча вежа (Баку)
- Заповідник Гобустан
- Старе місто (Баку)
- Караван-сарай (Шекі)
- Круглий замок (Мардакян)
- Мавзолей Вагіфа
- Мавзолей Дірі Баба
- Мавзолей Йахйі ібн Мухаммада ал-Хаджу
- Мавзолей Моміна хатун
- Мавзолей Нізамі Гянджеві
- Мавзолей Сеїда Ях’я Бакуві
- Музей килима
- Мечеть Бібі-Ейбат
- Мечеть Мухаммеда в Баку
- Мечеть Туба-Шахи
- Музей села Хиналиг
- Музей Нізамі Гянджеві
- Нардаранская фортеця
- Сабаільскій замок
- Азербайджанський театр опери і балету
- Чотирикутна вежа в Раману
- Чотирикутний замок (Мардакян)

## Готелі
| - ABU Arena - AF Hotel & Resort - Ambassador - Ambiance - Araz - Atropat - Austin - AYF Palace Hotel - Azcot - Azeri - Bakhchasaray - Baleva - Balion - Boutique Palace - Business Place - California - Caspian Palace - Chinarli - City Mansion - City Walls - Crescent Beach - Delfin - Diplomat |  | - East Legend Panorama Hotel - Elite Hotel - Exelsior Hotel Baku - Granf Hotel Europe - Green Guest House - Hale Kai - Hillside - Horizon - Hyyat Regency - Holiday Inn Baku Airport - 12 Inn Bulvar - Icheri Sheher - Irshad - Karat Hotel & Resort - Karavan Saray Sheki - Khazar Golden Beach Hotel & Resort - Kichik Gala 98 - Maiden Tower 4 Guest House - Meridian - Metropol Hotel - Montenegro Inn - Musado - Museum Inn Boutique |  | - Neapol Novu Dom - Noah’s Ark Hotel - Nur I - Nur II - Oasis - Old City Inn - Park Hyyat Baku - Park Inn - Premier - Radisson SAS Plaza - Respublika - Respublika Lux - Rigs Home - Serin - Sherlok’s Beach Camping - Shikhovo - Sultan Inn Boutique - The Crown Hotel - The Int. Tourist Centre Ganjlik - The Lodge - Town Gates - Velotrek - Baku Yacht Club |

|                                         |  |                                        |  |
| Готельний комплекс Караван-Сарай у Шекі |  | Яхт-клуб на приморському бульварі Баку |  |

## Фотоконкурс «Азербайджан — світ туризму»

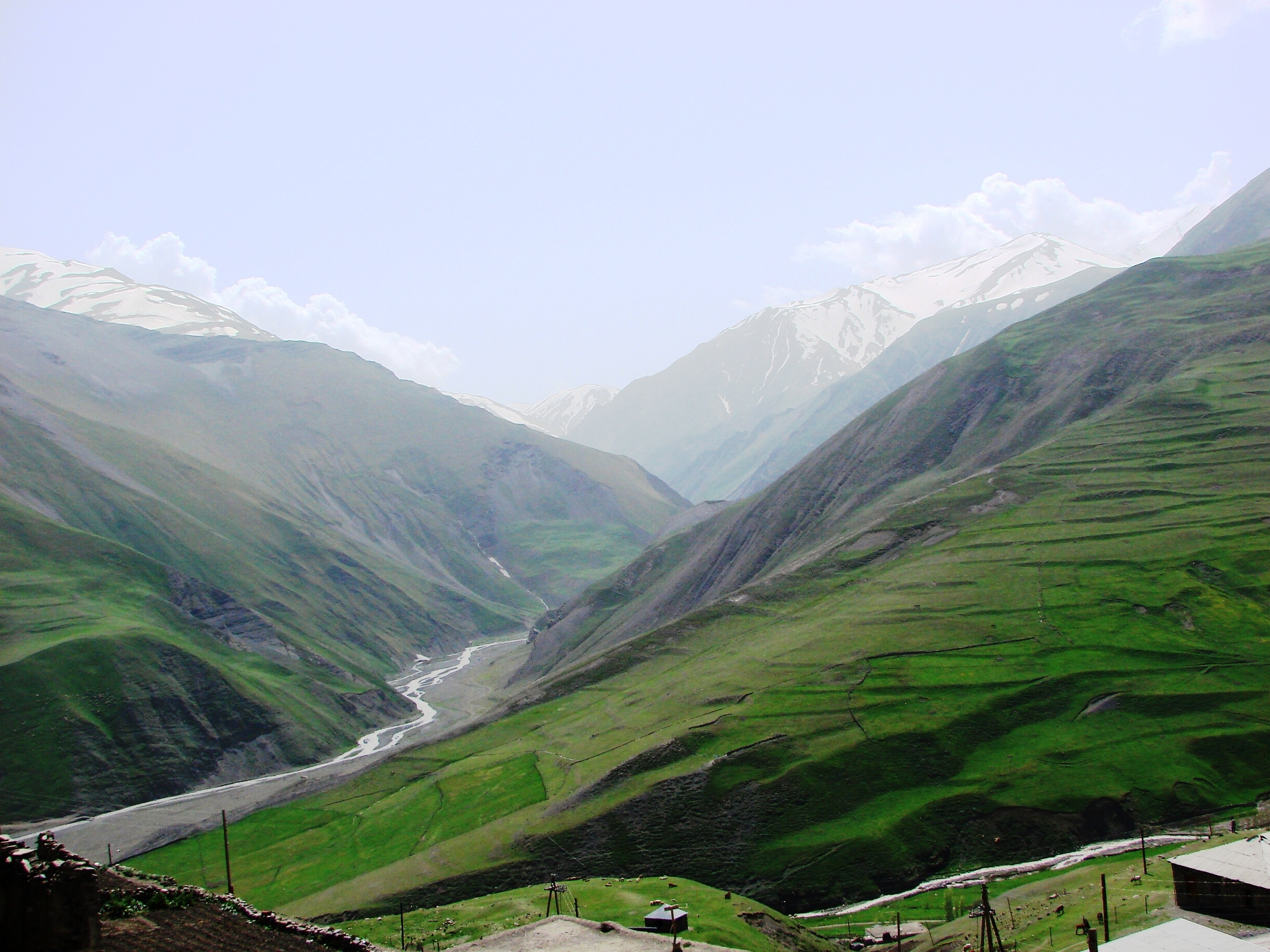
Хиналиг

З ініціативи Міністерства культури і туризму Азербайджанської Республіки, починаючи з 2008 року в країні проводиться Республіканський фотоконкурс «Азербайджан — світ туризму», основною метою якого є розвиток туризму, однією з важливих галузей економіки в Азербайджане, а також пропаганда історії країни, її культурної та історичної спадщини, національних традицій, самобутності народу, різноманіття і краси флори і фауни.
Фотоконкурс проводиться по 4-му категоріями: природа Азербайджану, спадщина, види туризму та Азербайджан очима іноземців. Особливе місце у фотоконкурсі займає висвітлення сучасних досягнень у галузі туризму та відпочинку, відповідність готельних і культурно-розважальних центрів світовим і європейським стандартам, розвиток екстремальних видів туризму, зокрема таких, як скелелазіння, зимовий туризм, водний туризм та ін.
Офіційним слоганом II республіканського фотоконкурсу «Азербайджан 2009 — світ туризму» стали слова відомого азербайджанського поета Сулеймана Рустама «Cənnət görmək istəyən Azərbaycana gəlsin!» («Хочеш побачити земний рай — в Азербайджан приїжджай!»).

## Азербайджанський інститут туризму
Азербайджанський інститут туризму був створений при Міністерстві культури і туризму Азербайджану, на підставі указу президента Азербайджанської Республіки Ільхама Алієва від 25 серпня 2005 року. Іншим розпорядженням президента від 5 липня 2006 року, ректором інституту був призначений Джафар Джафаров. На сьогоднішній день ВНЗ дає освіту за такими спеціальностями — «Менеджмент туризму та відпочинку», «Менеджмент туризму та гостинності», «Маркетинг туризму і гостинності», «Організація медичних послуг у санаторіях і курортних закладах», «Здоров'я і курорт», «Туризм культури та мистецтва », «Лінгвістика» і «Спортивний туризм».

## Галерея

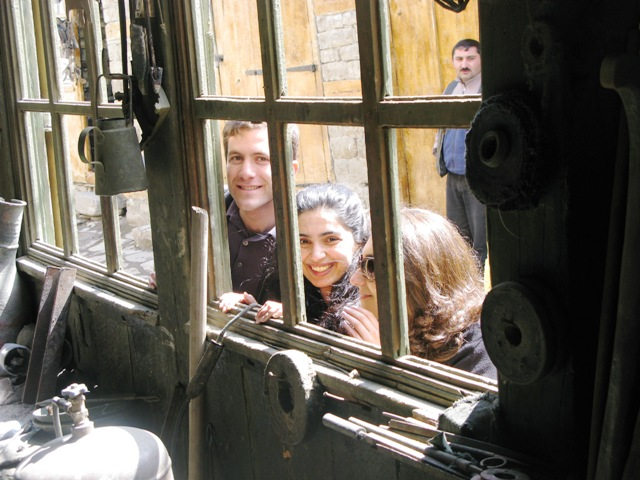
Вид з вікна майстерні в Лагіче
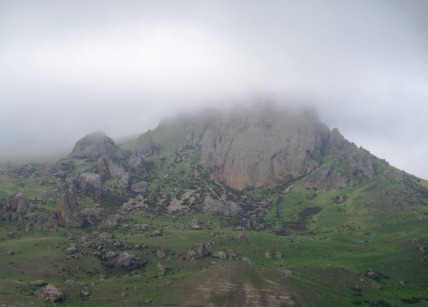
Туманні вершини гори Бешбармаг
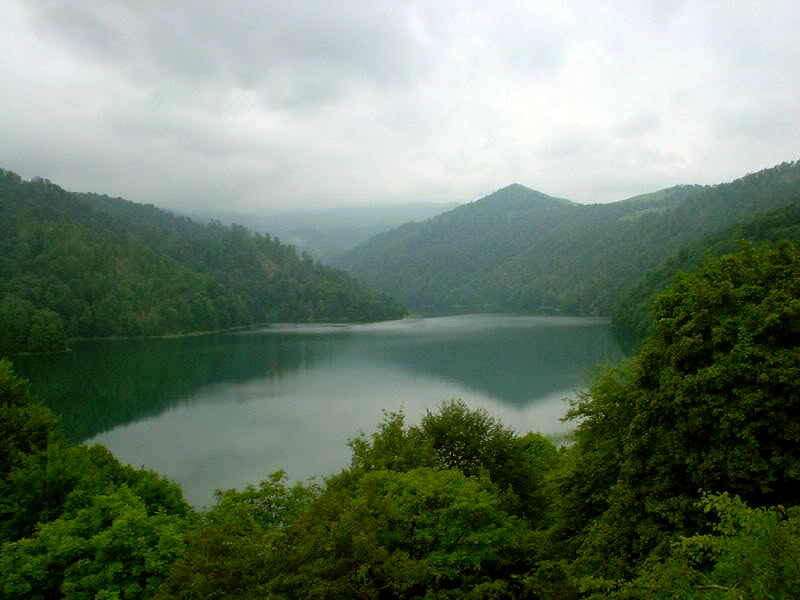
Озеро Гейгель
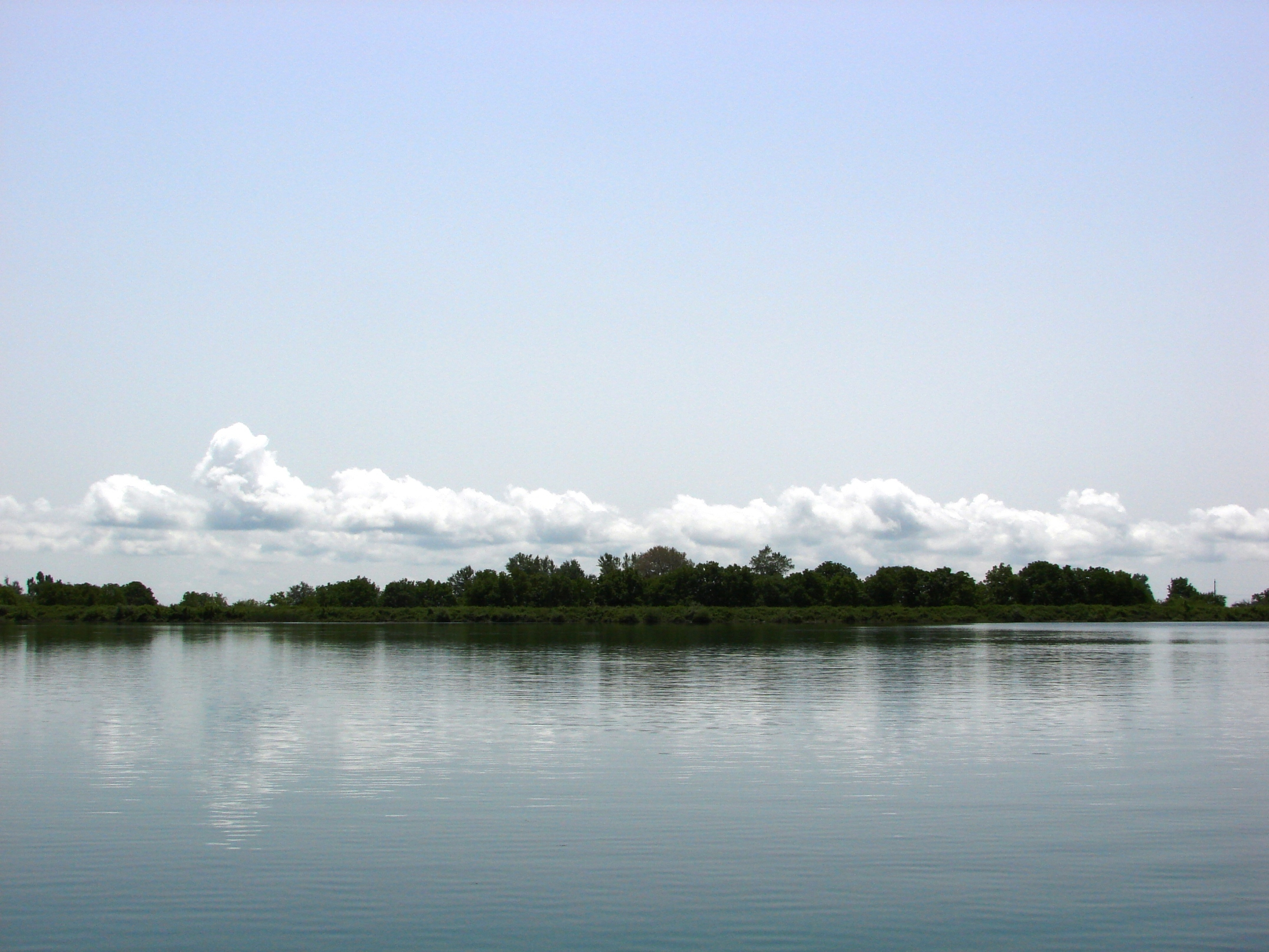
Озеро в Габалі
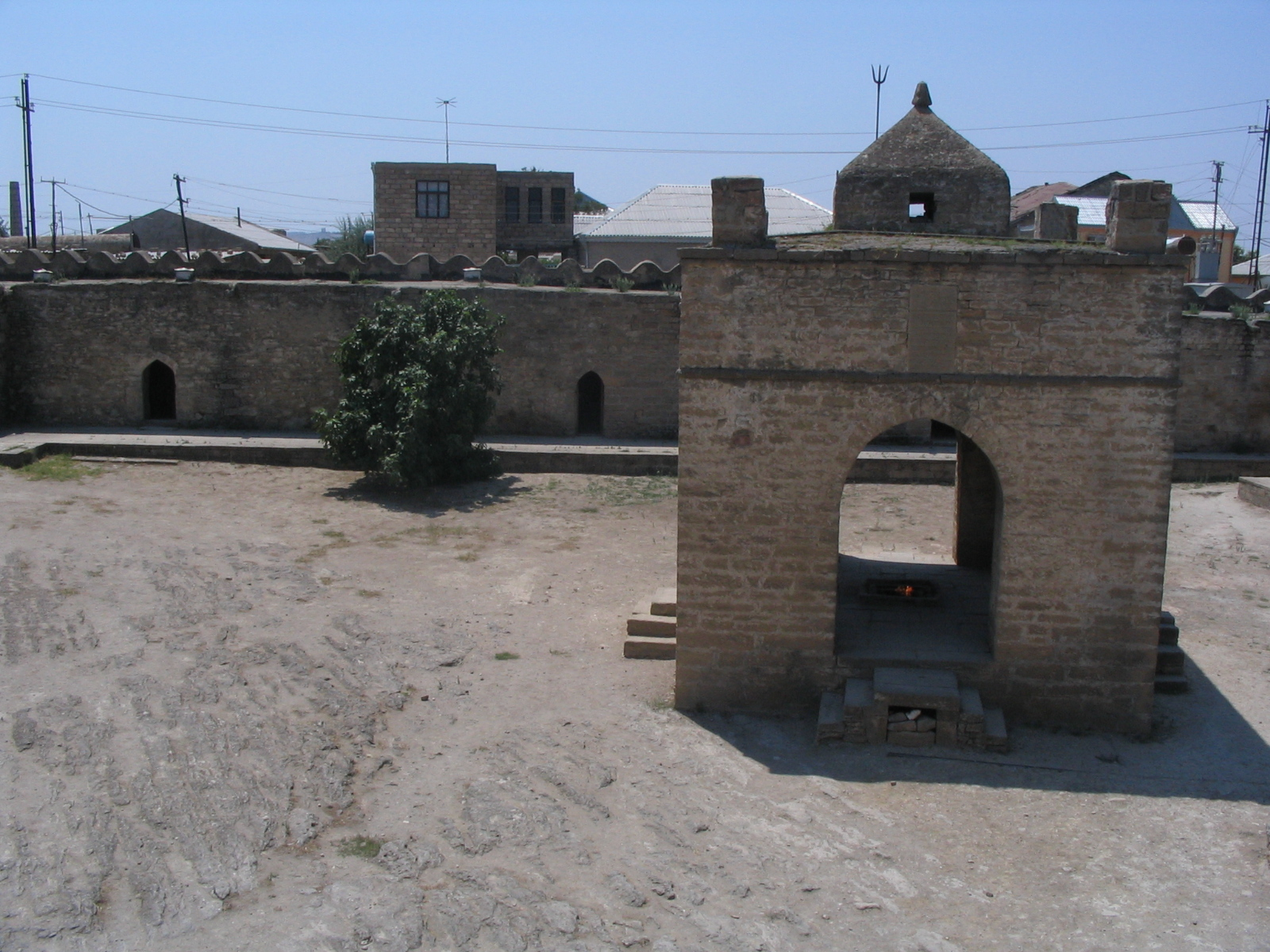
Храм вогнепоклонників Атешгях
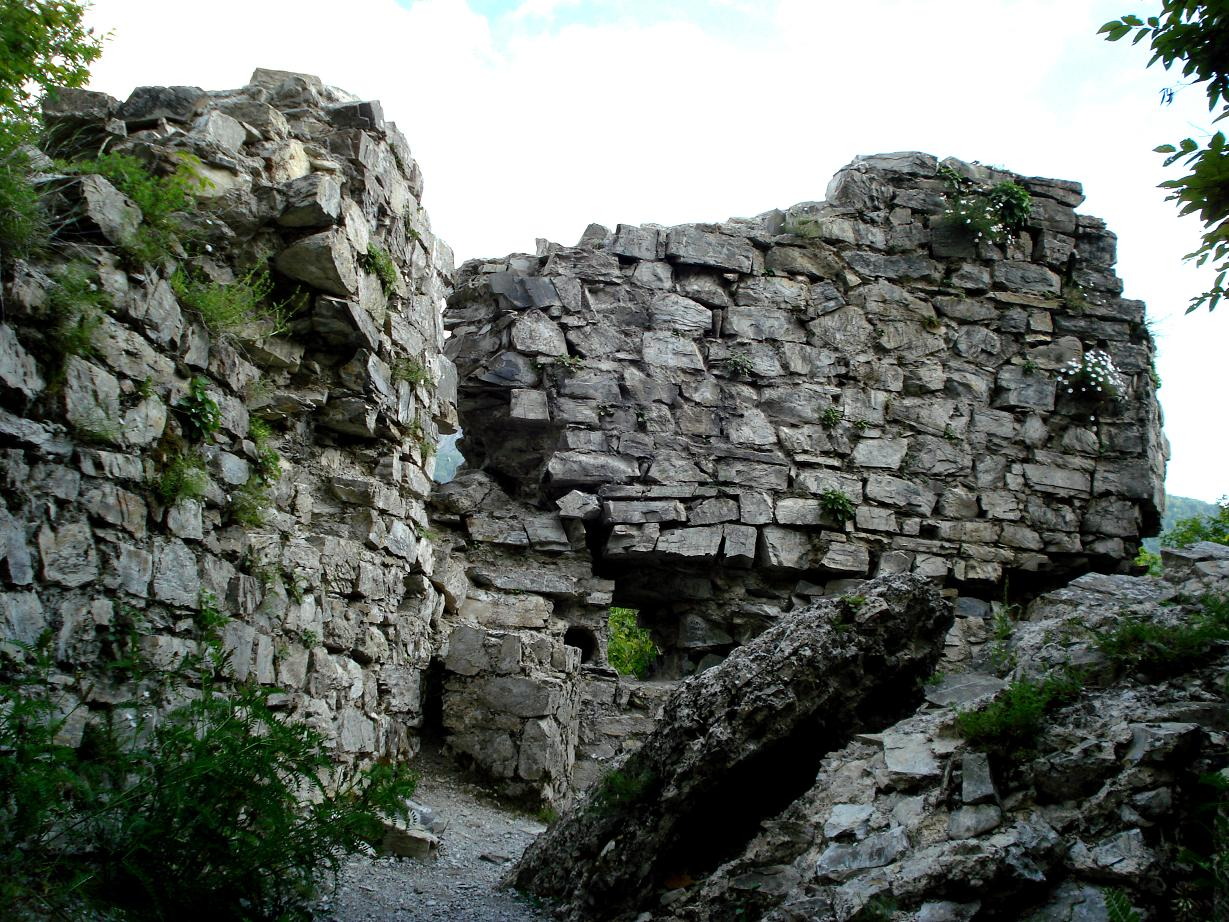
Стіни фортеці Гелярсан-Герарсан
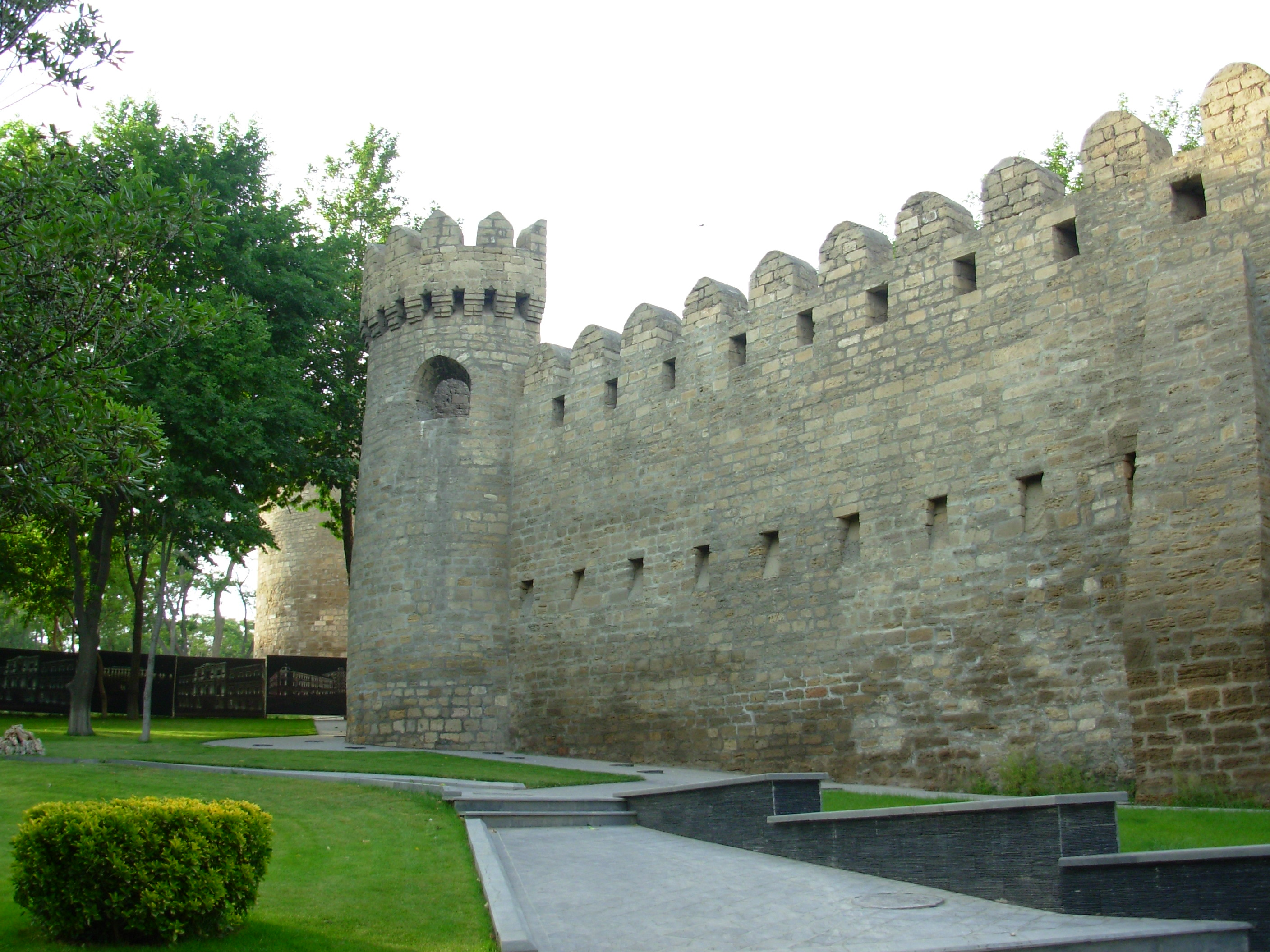
Бакинська Фортеця
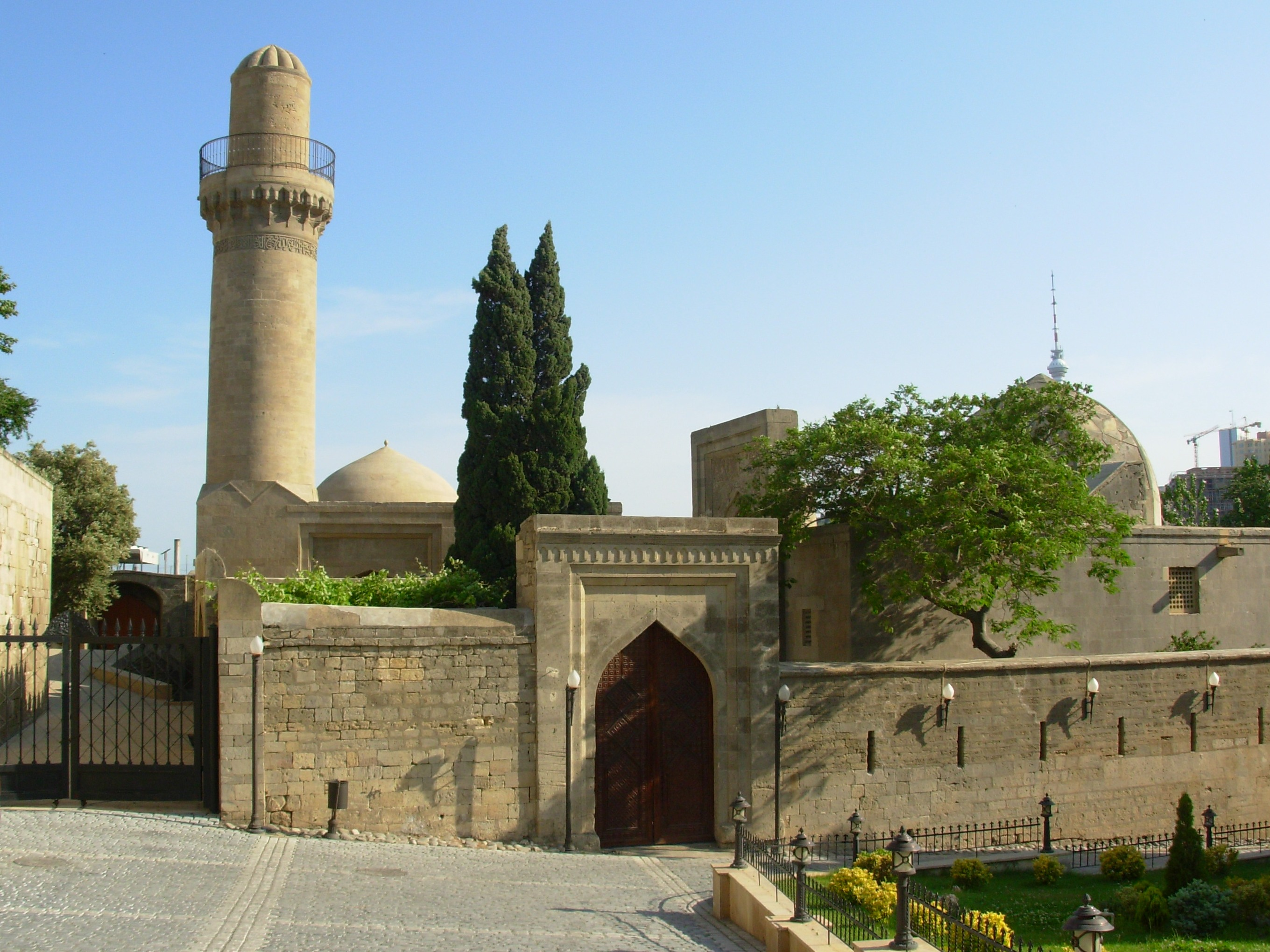
Палацу Ширваншахів
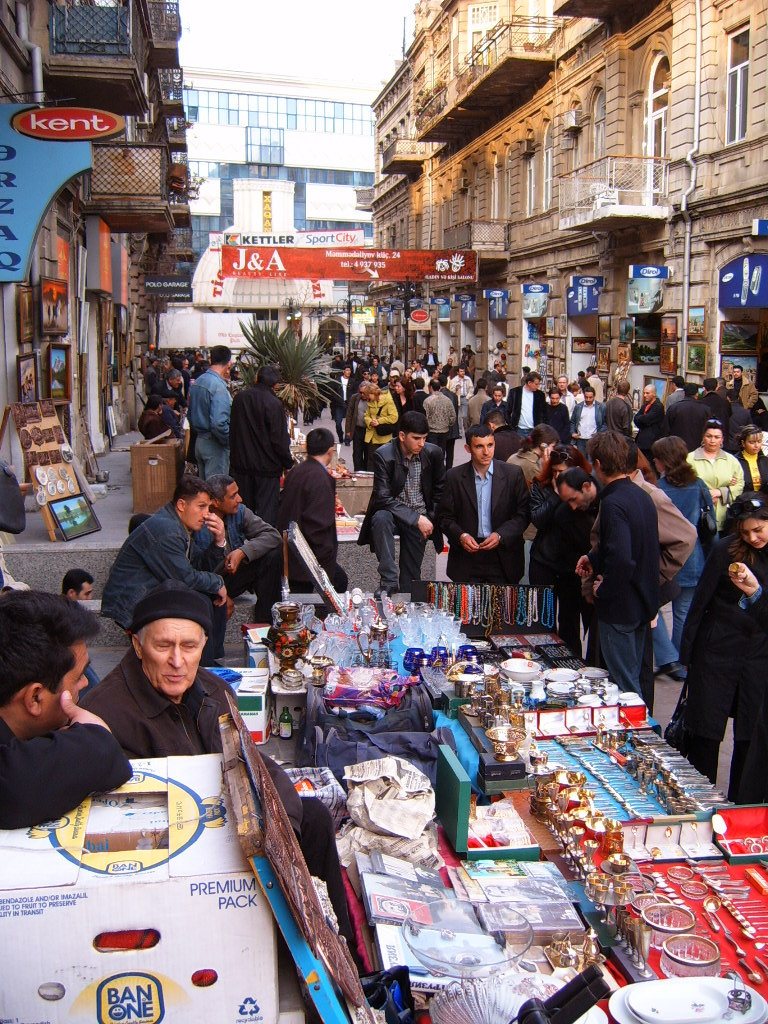
Торгова
Нізамі ГянджевіНізамі Гянджеві
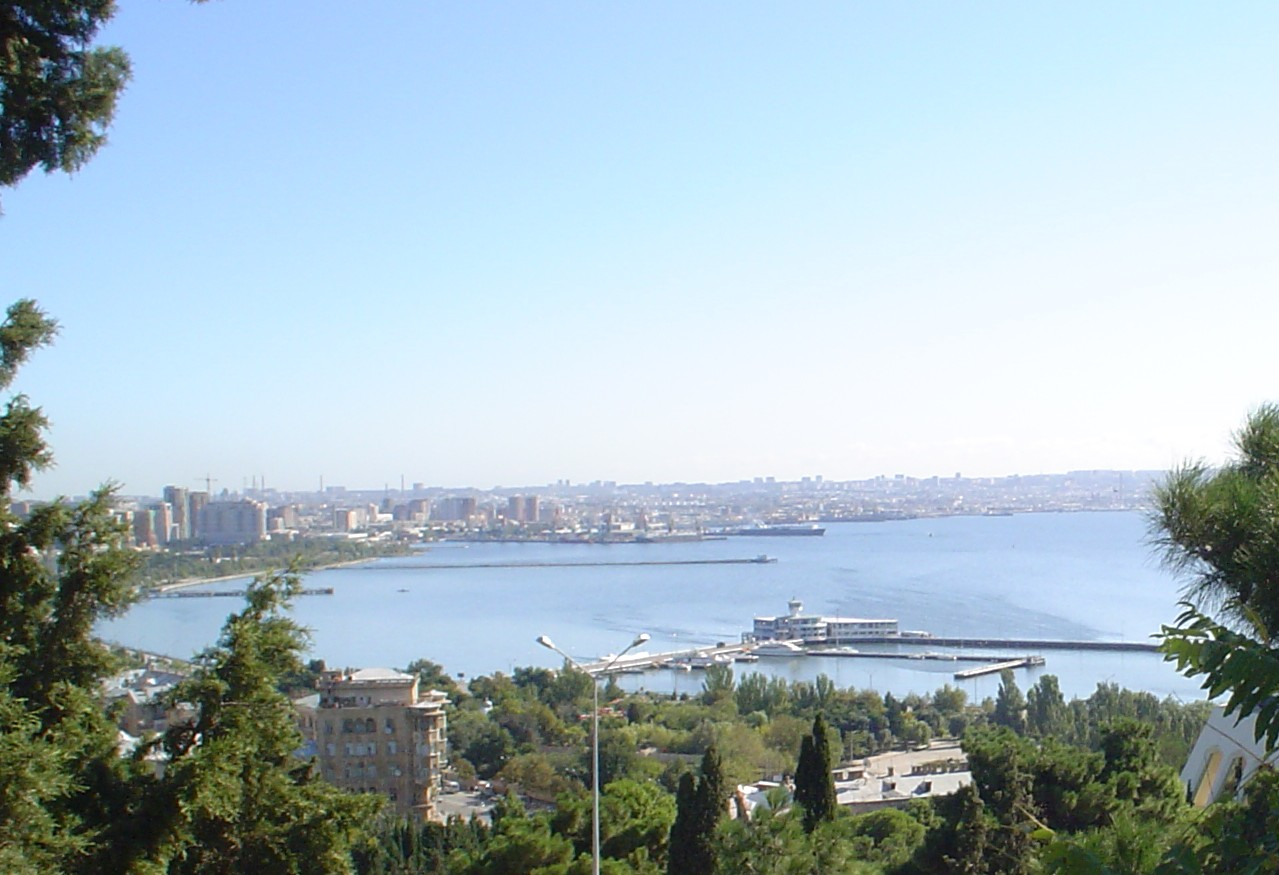
Бакинська бухта
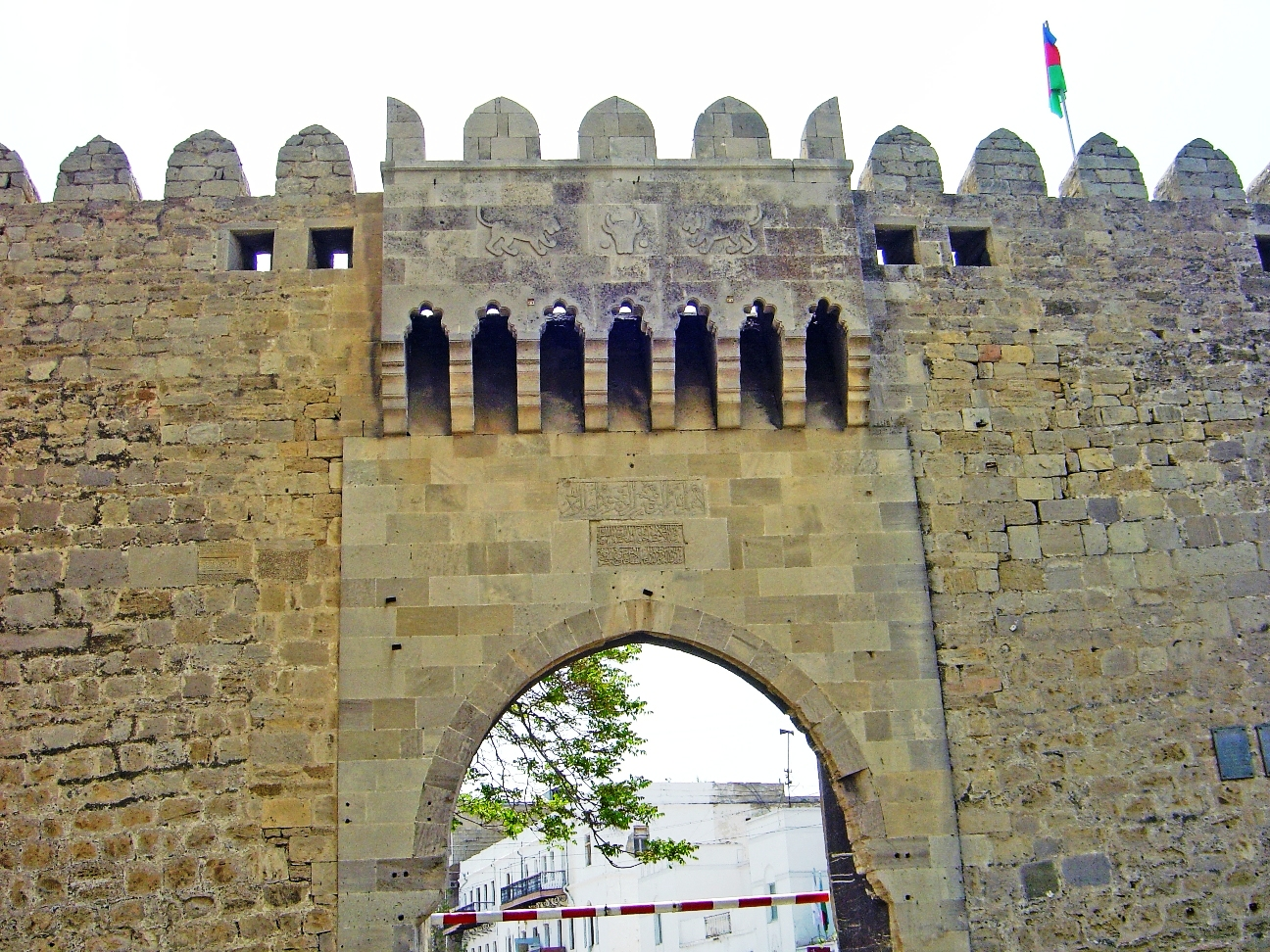
Ворота в Старе місто
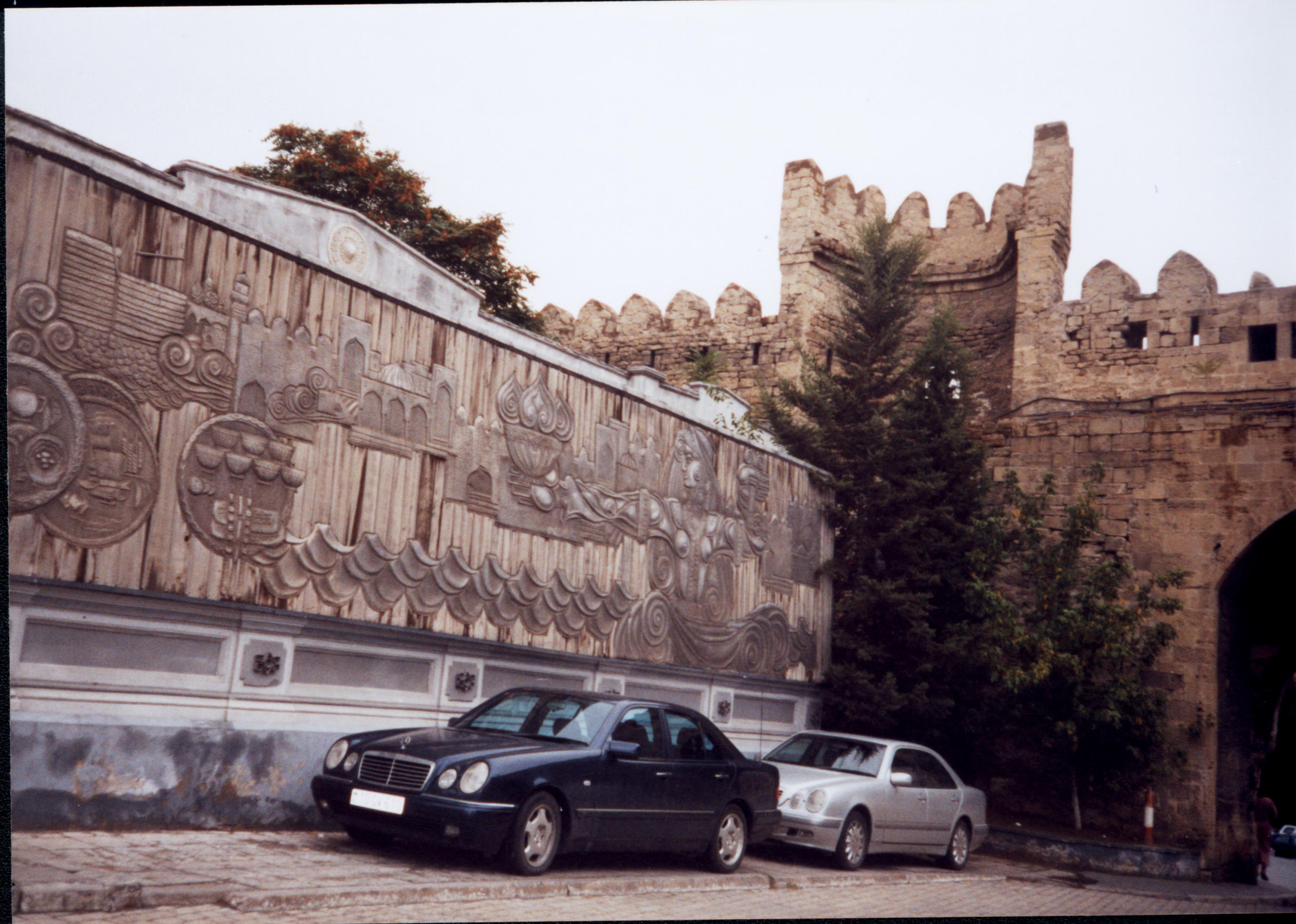
Старий город і чеканная робота Мехтієва Асафа
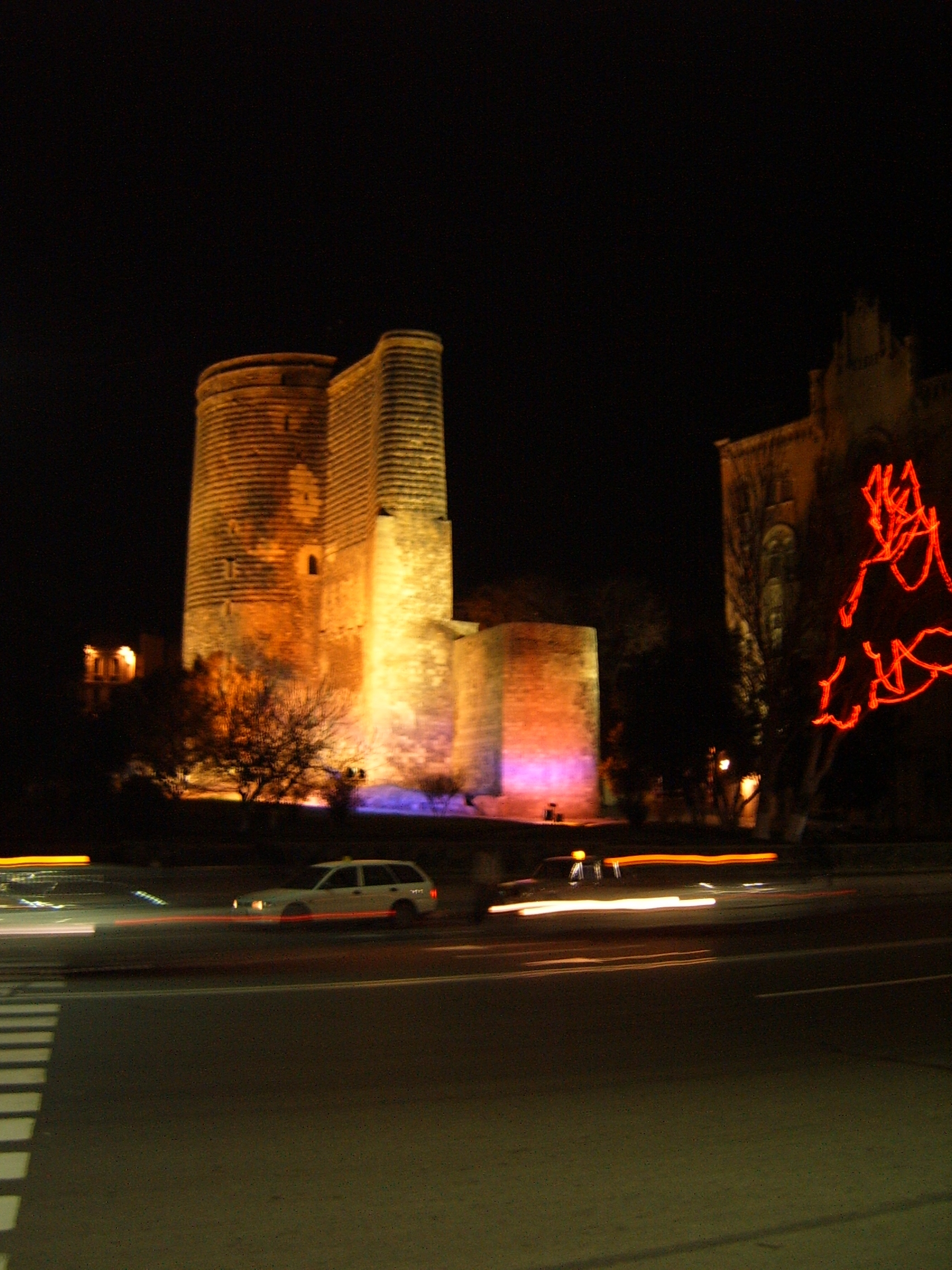
Дівоча вежа вночі
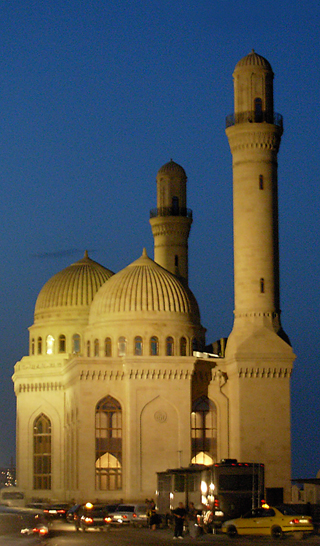
Мечеть Бібі-Ейбат
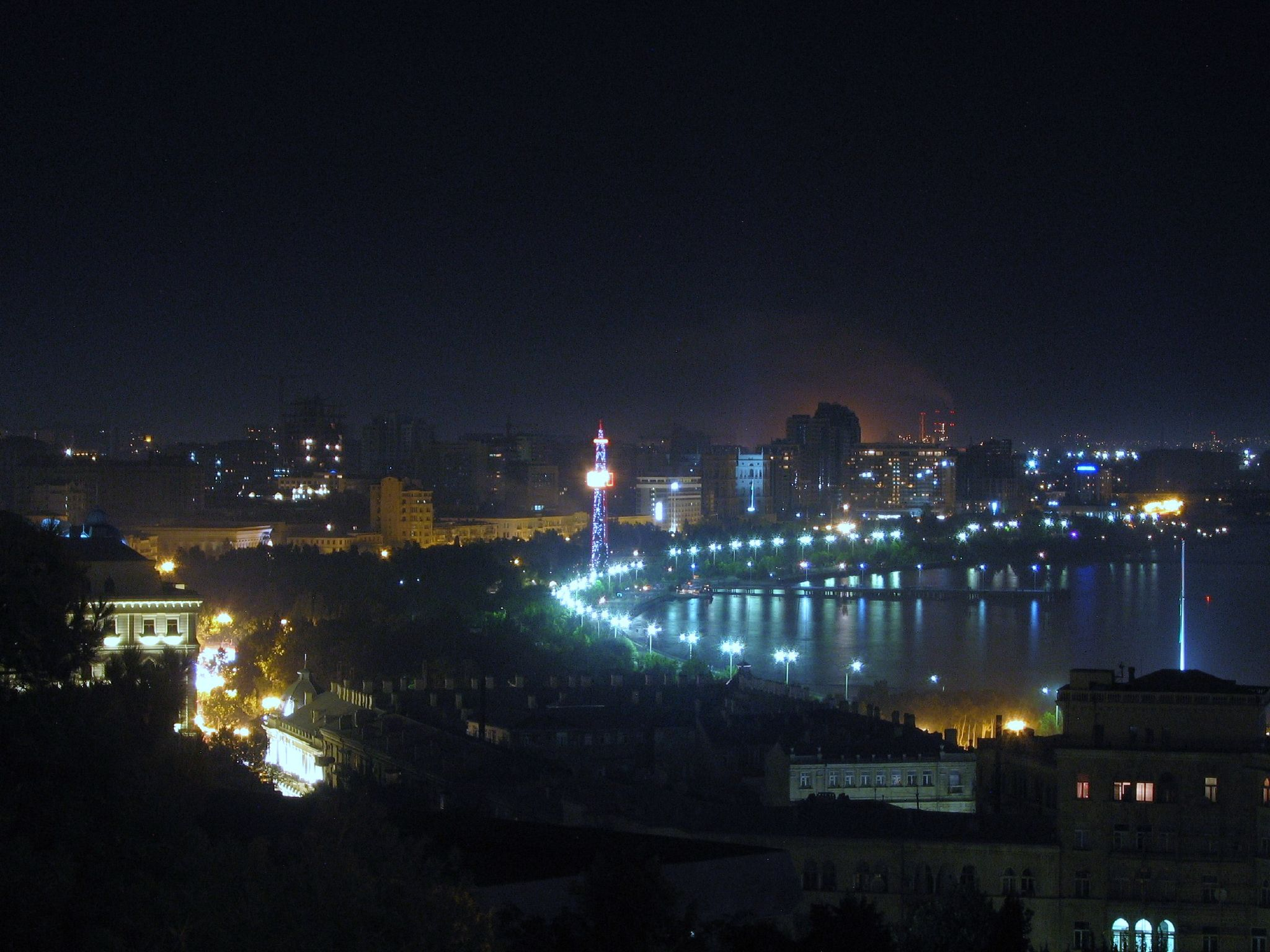
Панорама нічного Баку
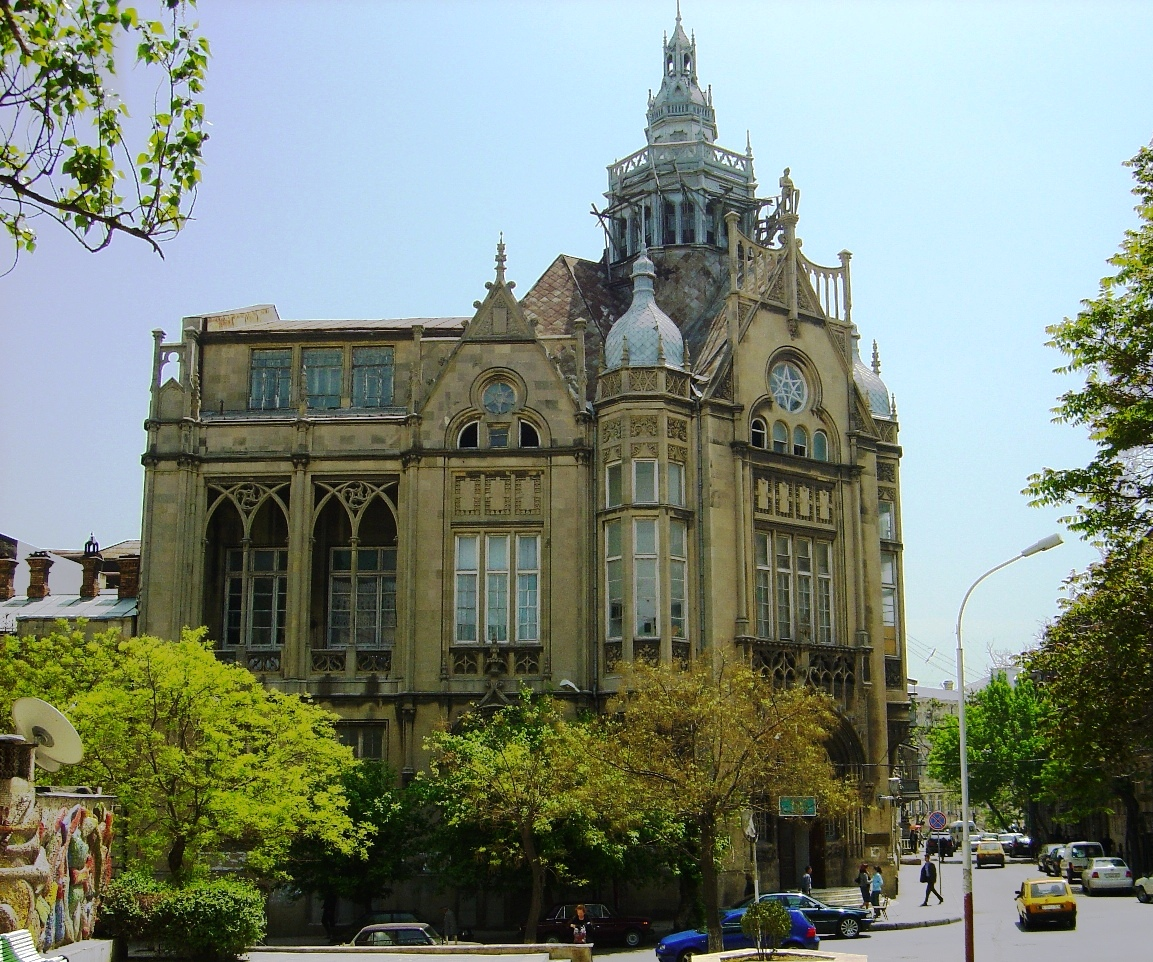
Палац одружень
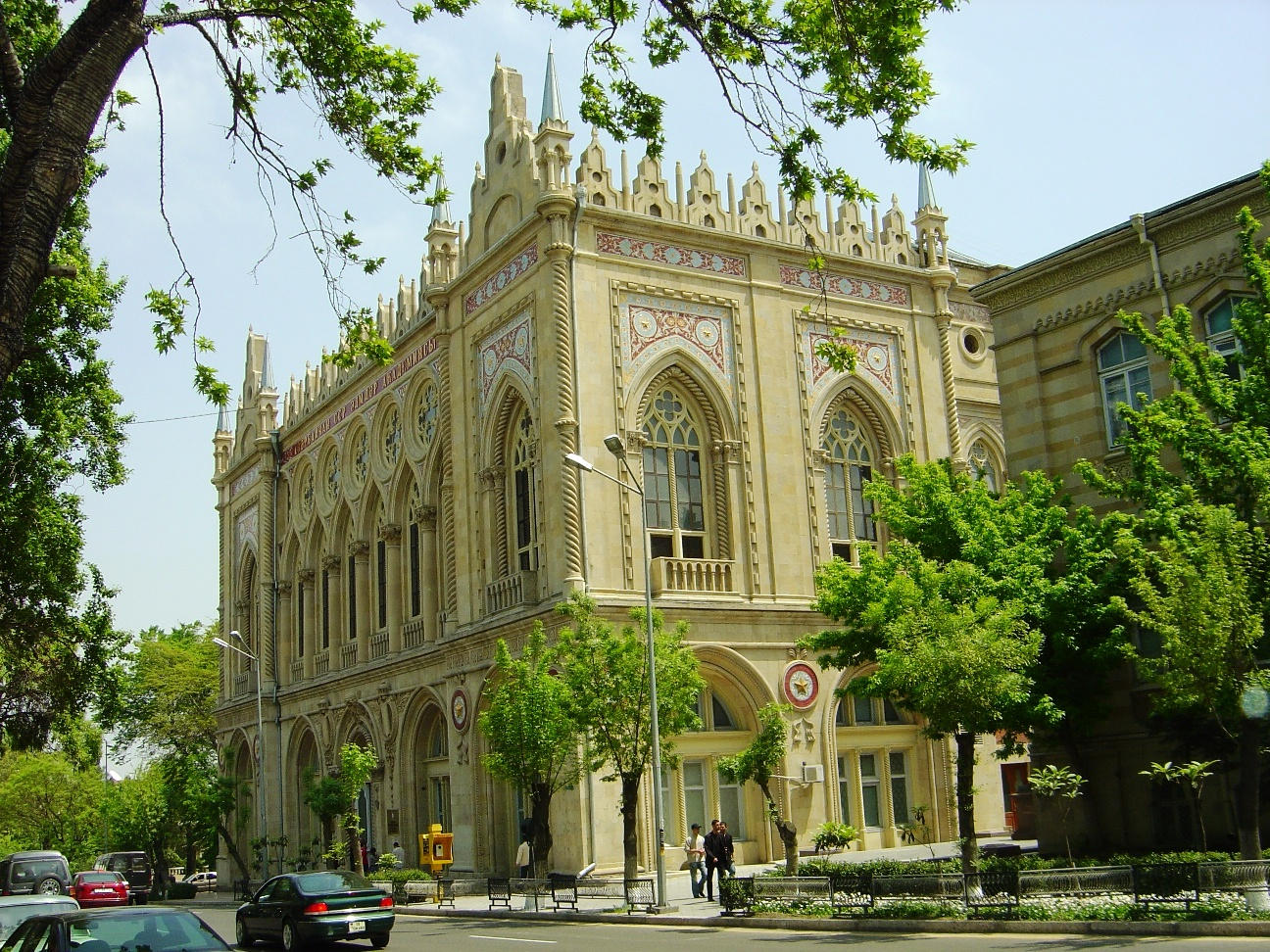
Національна Академія Науки Азербайджану
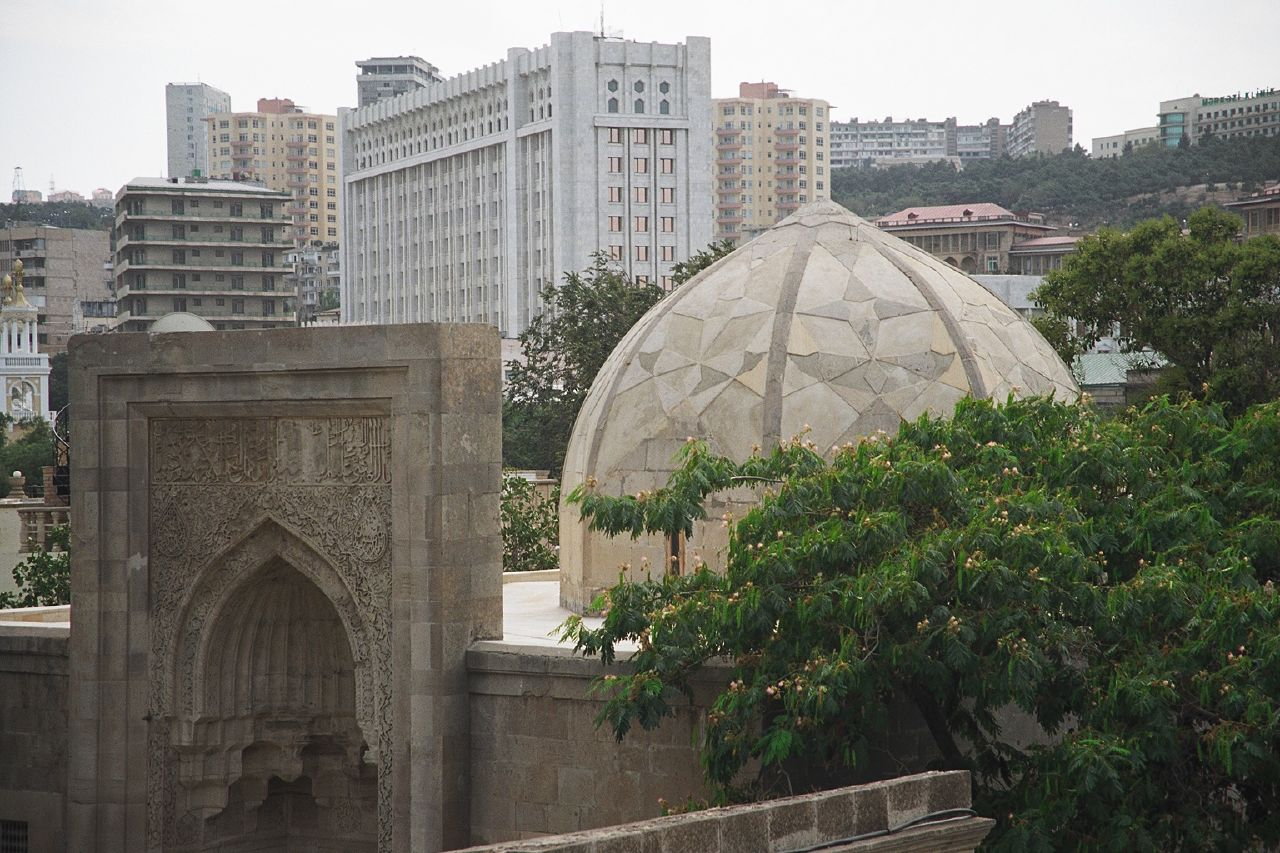
Старе місто і будівлі часів СРСР
Будинок Уряду АзербайджануБудинок Уряду Азербайджану
Парк Мірза Алекпер СабіраПарк Мірза Алекпер Сабіра
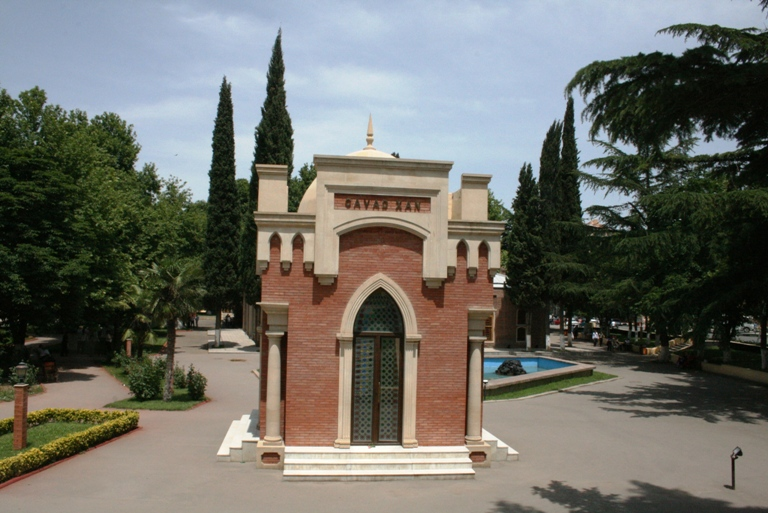
Мавзолей Джавадхана
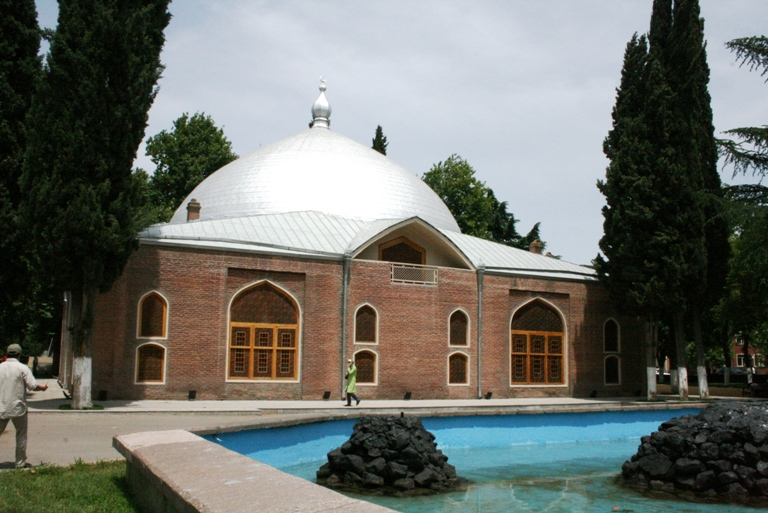
Мечеть Шах-Аббаса